# Galium asperuloides
Galium asperuloides là một loài thực vật có hoa trong họ Thiến thảo. Loài này được Edgew. mô tả khoa học đầu tiên năm 1846.